# Gonomyia marquesana
Gonomyia marquesana là một loài ruồi trong họ Limoniidae. Chúng phân bố ở miền Australasia.